# Робърт Чейс
Робърт Чейс, Доктор по медицина, (на английски: Robert Chase, M.D.) е измислен персонаж от медицинската драма „Хаус“. Ролята се изпълнява от Джеси Спенсър. В българския дублаж Чейс се озвучава от Силви Стоицов.